# نادي هيريديانو
نادي هيريديانو هو نادي كرة قدم كوستاريكي من محافظة إيريذيا، تأسس عام 1921. ويلعب في دوري كوستاريكا لكرة القدم وحصل على لقب الدوري 29 مرة.